# Ergoldsbach
Pour les articles homonymes, voir Ergoldsbach (homonymie).
Ergoldsbach est une commune de Bavière (Allemagne), située dans l'arrondissement de Landshut, dans le district de Basse-Bavière.